# Telgter Wallfahrt

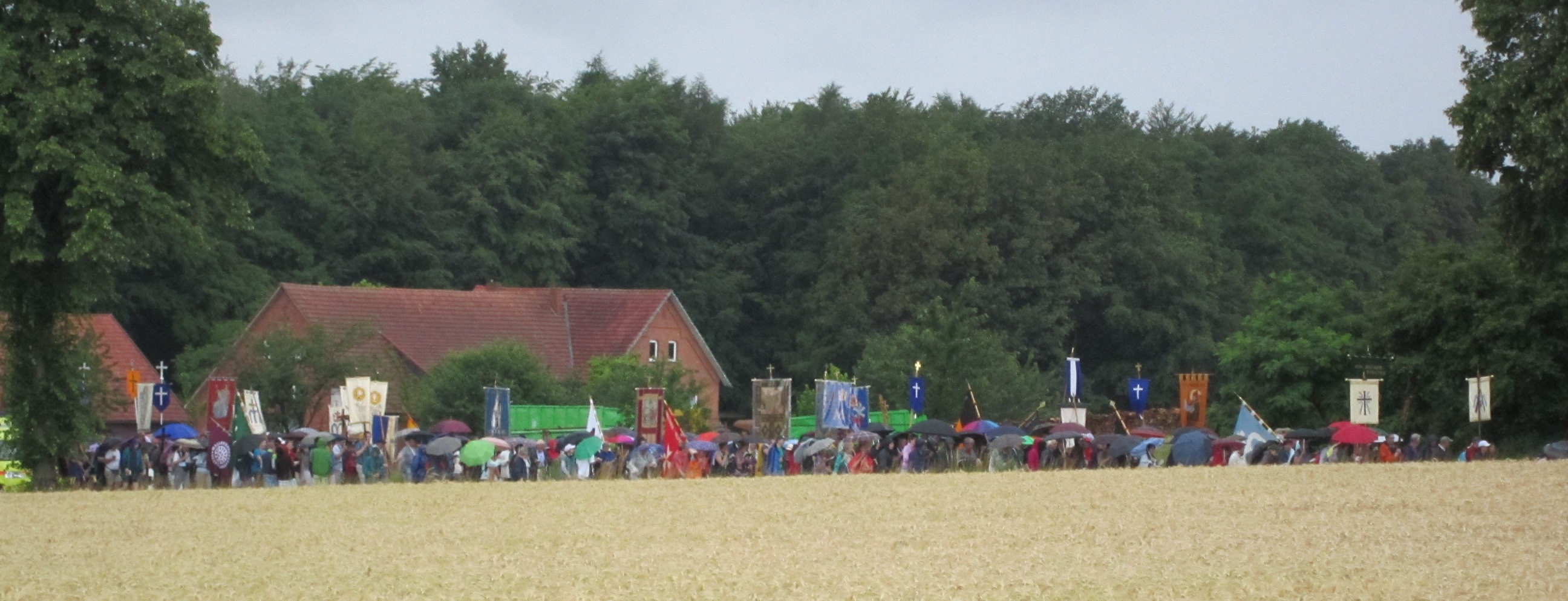
Wallfahrer bei Bad Iburg

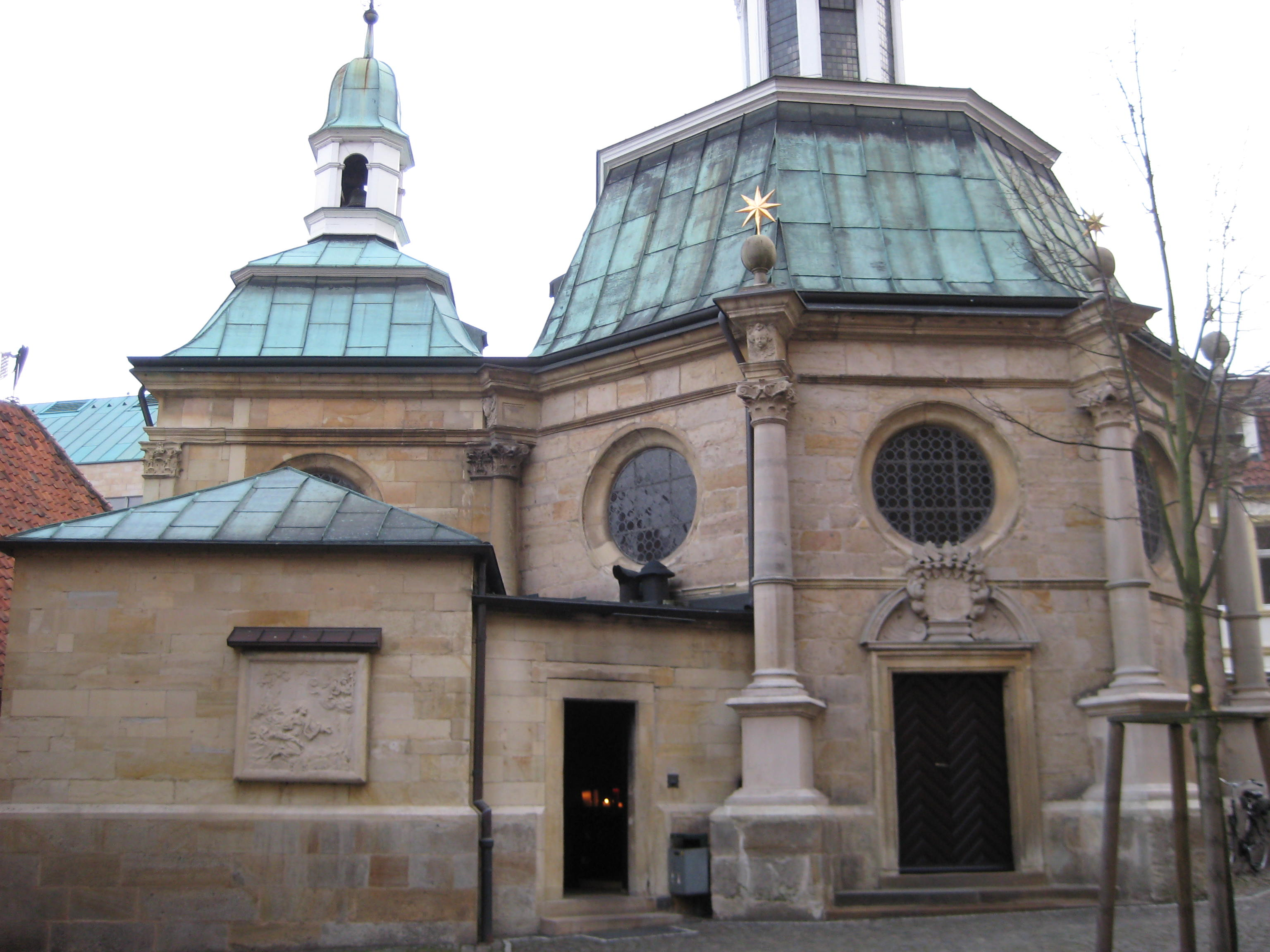
Ziel der Wallfahrten ist die Wallfahrtskapelle in Telgte

Mit der Telgter Wallfahrt werden drei historisch gewachsene Wallfahrten zum Wallfahrtsort Telgte, einem der Hauptwallfahrtsorte des Bistums Münster, bezeichnet. Diese gehen von Münster, Osnabrück, Rheine und Warendorf aus. Die Pilgerreise ab Osnabrück wird als Osnabrücker Wallfahrt bezeichnet. Sie ist mit regelmäßig 7500 Teilnehmern die größte Wallfahrt im deutschsprachigen Raum. Auch die Heimatvertriebenen aus Glatz (Niederschlesien) veranstalten jährlich eine Wallfahrt nach und in Telgte.

## Das Gnadenbild
Gegenstand der Verehrung der Pilger ist das Telgter Gnadenbild der schmerzhaften Muttergottes aus Lindenholz. Es wurde um 1370 geschaffen und zeigt eine Pietà, den Leichnam des vom Kreuz abgenommenen Christus im Schoß seiner Mutter Maria. Sie gehörte der Muttergottes-Bruderschaft und zur Propstei- und Wallfahrtskirche St. Clemens. Ursprünglich wurde das Gnadenbild den örtlichen Flurprozessionen (Bittprozessionen) vorangetragen und dabei in einen kostbaren Mantel gehüllt und mit einer Krone geschmückt. Nach dem Dreißigjährigen Krieg, der die Region verheerte, ließ der Münsteraner Fürstbischof Christoph Bernhard von Galen im Jahr 1654 eine Wallfahrtskapelle für die Pietà erbauen. 1904 nahm Papst Pius X. sie in das Verzeichnis der weltweit anerkannten Gnadenbilder auf und ließ sie durch den damaligen Kölner Erzbischof Anton Kardinal Fischer krönen. Die Krönung wurde am 3. Juli 2004 durch den Kurienkardinal Gilberto Agustoni und Bischof Reinhard Lettmann erneuert.

## Ursprung

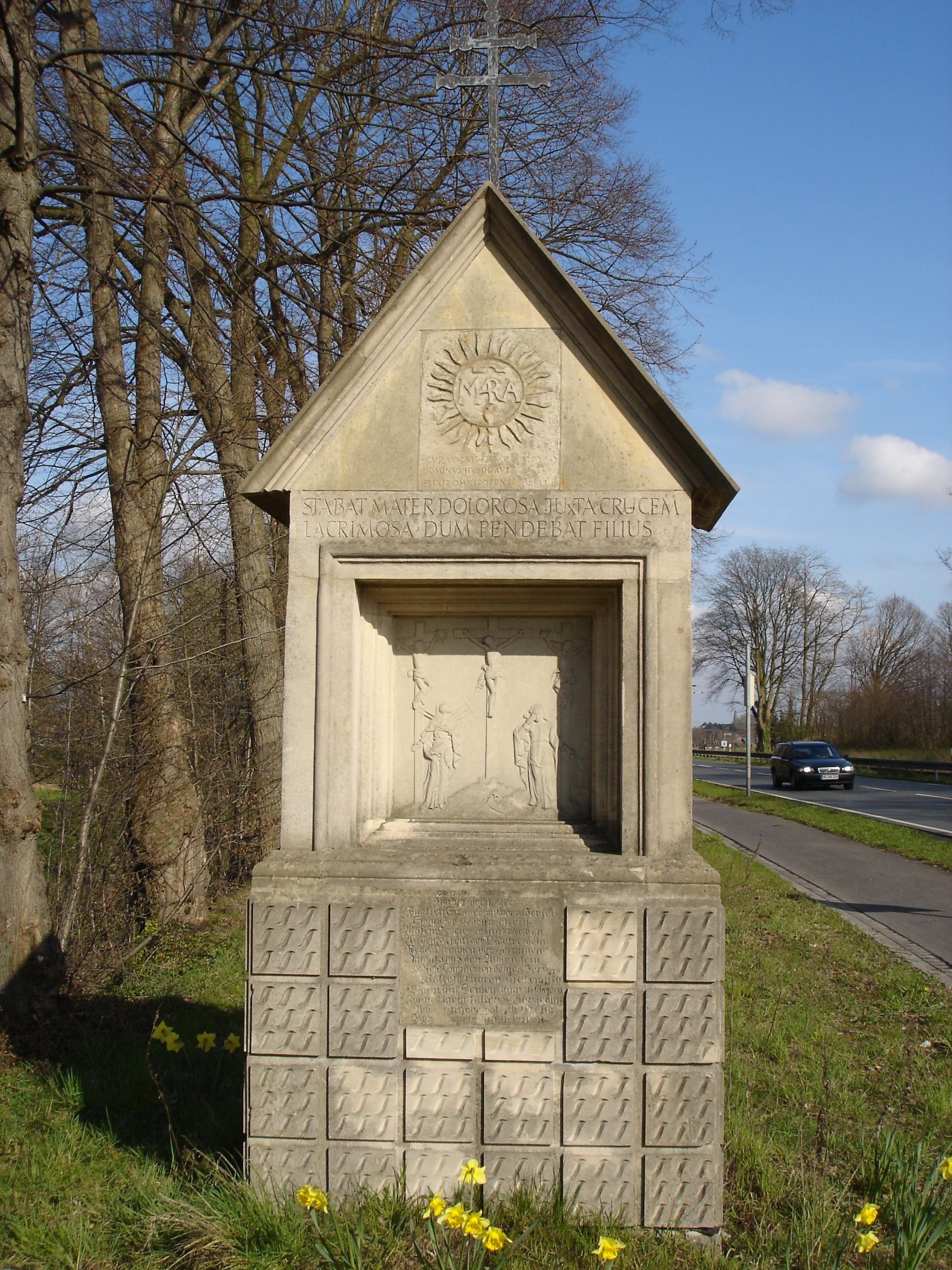
Bildstock der fünften Station von Münster nach Telgte mit Blickrichtung Telgte: die Kreuzigung Christi

Der Ursprung der Telgter Wallfahrt geht auf den münsterschen Fürstbischof Christoph Bernhard von Galen zurück. Im Jahre 1651 ordnete er eine Prozession von Münster und Warendorf nach Telgte an. Drei Jahre später, 1654, ernannte von Galen Telgte als Hauptwallfahrtsort des Bistums Münster und ließ dort in den darauffolgenden vier Jahren eine Wallfahrtskapelle errichten. Zwischen 1658 und 1663 erfolgte der Bau des historischen Wallfahrtsweges von Münster nach Telgte entlang der heutigen Bundesstraße 51. Verantwortlich hierfür war Johann Blankenfort, der damalige Rektor des münsterschen Jesuitenkollegs. Er errichtete fünf doppelseitige Bildstöcke mit Stationen aus dem Leben Marias. Auf Münsterscher Seite zeigen sie die Schmerzen und auf Telgter Seite die Freuden von Maria. Sie befinden sich auf dem Teilstück zwischen der Lützowstraße und der Straße Kiebitzpohl. Ein entsprechender Wallfahrtsweg mit Bildstöcken befindet sich ebenfalls entlang der Bundesstraße 64 von Warendorf in Richtung Telgte. 1701 befahl Fürstbischof Friedrich Christian von Plettenberg den Kirchengemeinden auch im westlichen Münsterland nach Telgte zu wallfahren. Dies führte zu einem Aufschwung der Prozessionen nach Telgte.

## Wallfahrt von Osnabrück nach Telgte
Den Anstoß für die Wallfahrt von Osnabrück gaben Laien im 19. Jahrhundert. Am 26. März 1852 baten Osnabrücker Bürger, unter ihnen ein Gärtnermeister, ein Kupferschmiedmeister, ein Goldschmied und ein Schneidermeister, den Osnabrücker Weihbischof Carl Anton Lüpke um die Erlaubnis für eine Wallfahrt nach Telgte. Sie sollte am Fest Mariä Heimsuchung stattfinden. Am 30. März erhielten sie die Genehmigung. Die Prozession sollte am Johannistor in Osnabrück beginnen. Die Pilger sollten eine eigene Fahne haben, die in der Johanniskirche aufbewahrt und nur entfaltet werden sollte, während sie durch Glandorf und Telgte zogen. Der Bischof legte ihnen auf, den Genuss von Branntwein und anderen alkoholischen Getränken zu unterlassen.
Anfangs wurde die Prozession nicht von Geistlichen angeführt. Der erste Führer der 25 Pilger des Jahres 1852 war Schneidermeister M. Conrad Specht, der einen schwarzen Talar trug. 1853 beteiligten sich 200 Gläubige, 1854 waren es 1500. 1856 ordnete der Bischof an, dass künftig der erste Pfarrkaplan oder Pfarrvikar von St. Johann geistlicher Leiter der Wallfahrt sein solle. Vikar Löning von St. Johann, der 1873 bis 1889 die Prozession anführte, verfasste das erste Wallfahrtsbuch.
Während der Kriegsjahre 1864 bis 1866, in den Jahren des Kulturkampfes von 1872 bis 1882, während des Ersten Weltkriegs von 1914 bis 1918 sowie im Nationalsozialismus von 1938 bis 1944 war die Wallfahrt verboten. Dennoch pilgerten kleine Gruppen nach Telgte, welche sich als Wanderer ausgaben. Nach dem Ende des Zweiten Weltkriegs beteiligten sich im Jahr 1947 schon 7.000 Gläubige. 1952 stieg die Zahl auf fast 10.000. In den 1960er Jahren sank das Interesse an dieser Form der Glaubensbekundung, um in den 1980er Jahren wieder zuzunehmen. Im Jubiläumsjahr 2002 übertrafen die Katholiken im Norden die Gläubigen aus dem Süden Deutschlands mit 11.500 Wallfahrern jedoch weit.
2020 fand die vom Bistum Osnabrück veranstaltete Pilgertour erstmals in ihrer 168-jährigen Geschichte aufgrund der Covid-19-Pandemie nicht statt.

### Ablauf
Die Wallfahrt von Osnabrück nach Telgte wird jeweils am zweiten Wochenende nach Peter und Paul veranstaltet. Die Pilger wandern auf der Bundesstraße 51, weichen jedoch bei Umgehungsstraßen von ihr ab und durchqueren die Ortschaften.
Der Tag der Wallfahrt, jeweils ein Samstag, beginnt um 1:30 Uhr mit einer Pilgermesse in den Osnabrücker Kirchen St. Johann und St. Joseph. Um drei Uhr nachts brechen die Wallfahrer am Johannisfriedhof auf. Über den Harderberg (Georgsmarienhütte) und durch Oesede geht es bergan zum Herrenrest am Dörenberg, wo die Teilnehmer zum ersten Mal gegen 5:15 Uhr an der Klause rasten. Gegen sechs Uhr erreicht der Zug Bad Iburg. Dort stoßen die Teilnehmer der Remseder Wallfahrt zu ihnen. In Glandorf wird um acht Uhr eine Pilgermesse gehalten. Um 9:30 Uhr geht es von Glandorf zur Klause bei Gut Oedingberge, wo erneut gerastet wird. Weiter geht es nach Ostbevern zur Mittagsrast. Um 15:45 Uhr erreichen die Wallfahrer Telgte, wo sie vom Gnadenbild erwartet werden. Um 19:30 Uhr beschließt eine Abendandacht das Tagesprogramm.
Der Sonntag beginnt um 4:30 Uhr mit einer Pilgermesse, gefolgt von einer Familien- und Jugendmesse und einer Andacht. Um 8 Uhr treten die Wallfahrer den Heimweg an. Um 17:30 Uhr erreichen sie Bad Iburg. Von dort geht es nach Oesede, wo um 18:45 Uhr in der Kirche St. Peter und Paul eine Schlussandacht gehalten wird.

### Jubiläumswallfahrt 2002
11.500 Gläubige beteiligten sich im Juli 2002 an der 150. Osnabrücker Wallfahrt nach Telgte. Die Westfälischen Nachrichten aus Münster berichteten von einer „Prozession der Superlative“, die die Massen begeistert habe. In jeder Ortschaft, an allen zentralen Straßenkreuzungen seien Gruppen zum stetig anwachsenden Zug hinzugestoßen.
Diese Zeitung beschrieb die Ankunft der Pilger, nachdem sie kurz vor ihrem Ziel noch einen Regenguss überstehen mussten: Der Kirchplatz konnte die Massen kaum aufnehmen, als der apostolische Nuntius für Deutschland, Erzbischof Giovanni Lajolo, zusammen mit dem Osnabrücker Bischof Franz-Josef Bode und dem münsterischen Weihbischof Friedrich Ostermann die erschöpften Pilger begrüßte. Höhepunkt der Zeremonie: Bischof Bode legte dem Gnadenbild eine eigens für das Jubiläum angefertigte wertvolle Plakette um. Dass das ‚Beten mit den Füßen‘ Zukunft hat, steht für die Osnabrücker außer Frage. Als besonders bemerkenswert wird hier berichtet, dass das Durchschnittsalter der Wallfahrer unter 30 Jahren gelegen habe.

### Fahrradwallfahrt
Seit 2012 gibt es zur Ergänzung eine Fahrradwallfahrt, die vom ADFC und den Maltesern aus Osnabrück organisiert wird. Die Fahrradgruppe (normale Fahrräder und sog. E-Bikes) folgt dem Pilgerzug nach Telgte auf Nebenstrecken und findet sich entsprechend dem Zeitplan an den Rast- und Haltepunkten des Pilgerzuges ein.

### Sonstiges
Der Schriftsteller und Literaturnobelpreisträger Günter Grass erwähnt das Telgter Gnadenbild in seiner Erzählung Das Treffen in Telgte (1979). In Telgte hat neben anderen Reisenden eine Gruppe von Dichtern und Schriftstellern bei der Wirtin Libuschka Quartier bezogen. Nach dem Essen zieht man von der Kleinen Wirtsstube in die Große Diele um: Als einziger blieb der Student Scheffler fern. Ihn hatte es, noch während man bei der Suppe saß, durch das Emstor in die Stadt gezogen, wo er das Ziel der alljährlichen Telgter Wallfahrt, ein holzgeschnitztes Vesperbild, suchte: die sitzende Maria darstellend, wie sie starr ihren todesstarrenden Sohn hält. Die Herren Dichter tragen sich derweil gegenseitig ihre Werke vor. Der Abend endet so: Als sie die Große Wirtsdiele räumten, war wieder der Medizinstudent zwischen ihnen. Er machte Augen, als sei ihm unterwegs ein Wunder widerfahren. Dabei hatte ihm nur der Pfarrer der Hauptkirche das Telgter Vesperbild, versteckt in einem Schuppen, gezeigt. Zu Czepko, der neben mir stand, sagte Scheffler: Es habe ihm die Gottesmutter bedeutet, daß, wie Gott in ihm, sie in jedes Mägdlein Schoß zu finden sei.